# Birra Kaon
Birra Kaon är ett ölföretag grundat 1995 i Vlora i Albanien och är landets fjärde största ölproducent.